# Юуза
Ю́уза (эст. Juusa) — деревня в волости Сетомаа уезда Вырумаа, Эстония. На местном наречии также Та́га-Тсерго́нды (эст. Taga-Tsergondõ). Исторически относится к нулку Мокорнулк.
До административной реформы местных самоуправлений Эстонии 2017 года входила в состав волости Меремяэ (упразднена).

## География и описание
Расположена в 19 километрах к востоку от уездного центра — города Выру — и в 21 километре к юго-западу от волостного центра — посёлка Вярска. Высота над уровнем моря — 98 метров.
Климат умеренный. Официальный язык — эстонский. Почтовый индекс — 65364.

## Население
По данным переписи населения 2021 года, в Юуза насчитывалось 5 жителей, все — эстонцы.
По данным переписи населения 2011 года, в деревне также проживали 5 человек, все — эстонцы  (сету в перечне национальностей выделены не были).
Численность населения деревни Юуза по данным переписей населения СССР и Департамента статистики Эстонии:
| Год  | 1959 | 1970 | 2000 | 2011 | 2017 | 2018 | 2019 | 2020 | 2021 |
| ---- | ---- | ---- | ---- | ---- | ---- | ---- | ---- | ---- | ---- |
| Чел. | 9    | ↘ 6  | ↘ 0  | ↗ 5  | ↗ 6  | → 6  | ↗ 7  | ↘ 6  | ↘ 5  |

## История

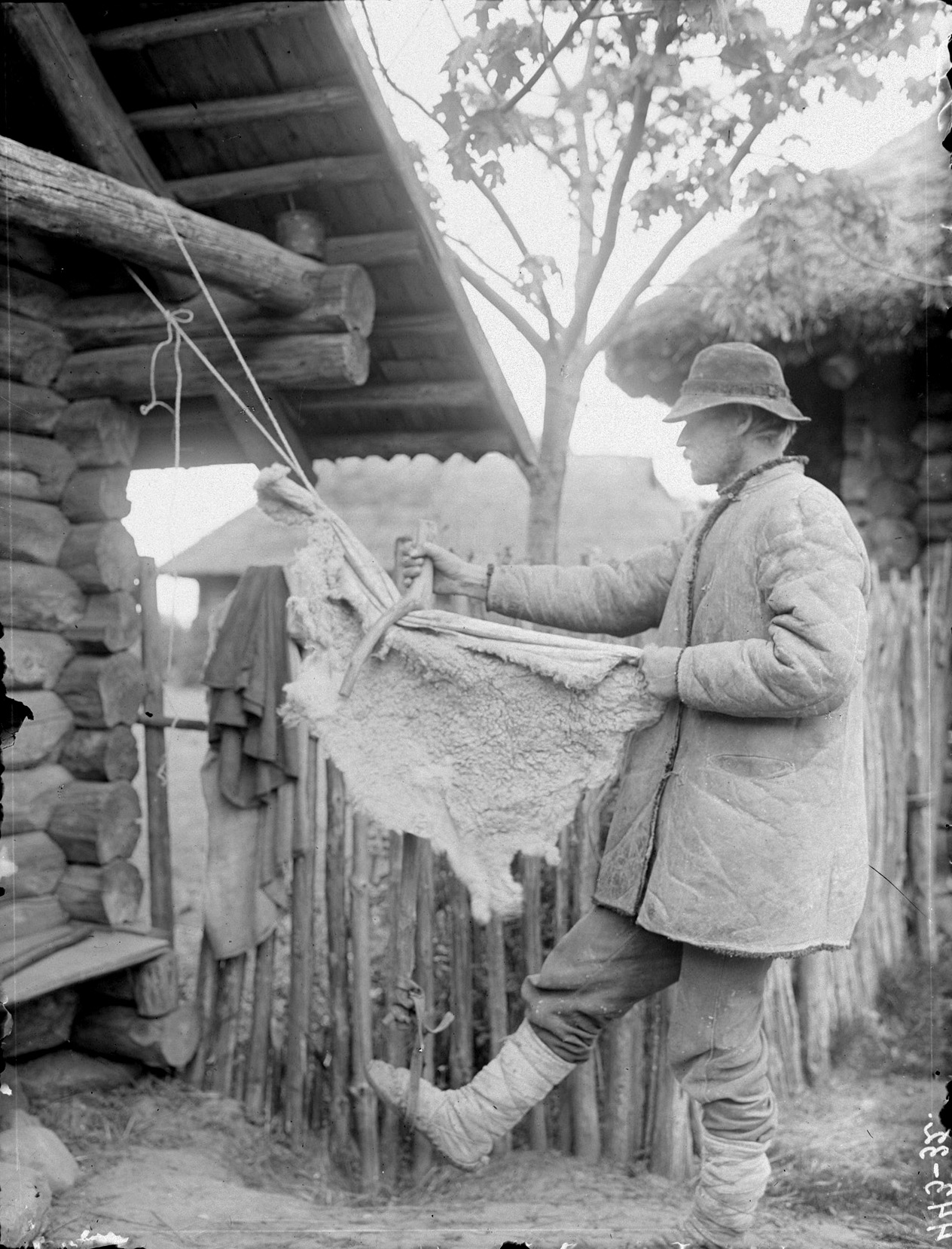
Выделка овчины в деревне Юуза, 1920—1930-е годы

В письменных источниках 1788 года населённый пункт называется Задняя Церковна, 1882 года — Заднее Церковно, 1885 года — Jusa, 1904 года — Taga-Tserkona, За́днее Церко́вно, примерно 1920 года — Juusa, 1949 года — Мунели.
В XVIII веке деревня была государственной и относилась к Тайловскому приходу, в XIX веке также была частью общины Обиница.
На военно-топографических картах Российской империи (1846–1867 годы), в состав которой входила Лифляндская губерния, деревня обозначена как Задня Церковная.
В 1977–1997 годах Юуза была частью деревни Анткрува (Андрикова) (эст. Antkruva (Andrikova)).

## Происхождение топонима
Эстоноязычное название Юуза известно со второй половины XIX века; его происхождение неясно. Русское название Заднее Церковно напоминает топоним Цергонды (деревня, которая также находится в волости Сетомаа). Деревня Заднее Церковно есть также в России, в Тихвинском районе.

## Комментарии
1. ↑  Эстонские топонимы, оканчивающиеся на -а, не склоняются и не имеют женского рода (исключение — Нарва)[9].